# Рендел, Джордж Уайтвик
Джордж Уайтвик Рендел (англ. George Wightwick Rendel; 6 февраля 1833 — 9 октября 1902) — британский инженер-кораблестроитель и бизнесмен, известный своим плодотворным сотрудничеством с компанией «Armstrong Whitworth», для которой он разработал сначала особый тип канонерских лодок, которые нашли широкий спрос на национальном и международном рынках вооружений, первые экспортные крейсера этой фирмы, а также крейсер «Эсмеральда», построенный для чилийского флота и установивший новые стандарты класса бронепалубных крейсеров. Также сделал ряд изобретений в области морской артиллерии.

## Биография
Родился в семье гражданского инженера Джеймса Медоуза Рендела, был третьим из пяти сыновей. Инженерное образование получил, главным образом, работая в компании своего отца. В 1859 году стал одним из трёх деловых партнёров в фирме «Элсвик Ордонанс компани» (англ. Elswick Ordnance Company), основанной Уильямом Армстронгом и производившей различные артиллерийские системы. В 1864 году «Элсвик Ордонанс компани» была объединена с первоначальной компанией Армстронга, а Рендел стал одним из семи её партнёров. В 1867 году Армстронг подписал соглашение с Чарльзом Митчеллом (англ. Charles Mitchell) — владельцем верфи в городе Ньюкасл-апон-Тайн, располагавшейся в районе Элсвик, о строительстве военных кораблей на этой верфи. Рендел был назначен управляющим новым предприятием и предложил свой первый проект — канонерскую лодку «Стаунч» (англ. HMS Staunch), поставленную британскому флоту в 1868 году. В дальнейшем, Рендел руководил постройкой множества канонерских лодок, разработал серию малых крейсеров для флотов Китая и Чили, а в 1881 году создал проект крейсера «Эсмеральда».
В 1882 году Джордж Рендел уволился из компании «Армстронг». В том же году он стал одним из лордов Британского Адмиралтейства, но покинул этот пост в 1885 году. В 1888 году Рендел вернулся в компанию «Армстронг», чтобы управлять её филиалом в Италии. В 1900 году Джордж Рендел вышел в отставку и поселился в своём доме на острове Уайт. Похоронен в Лондоне.

## Канонерские лодки Рендела

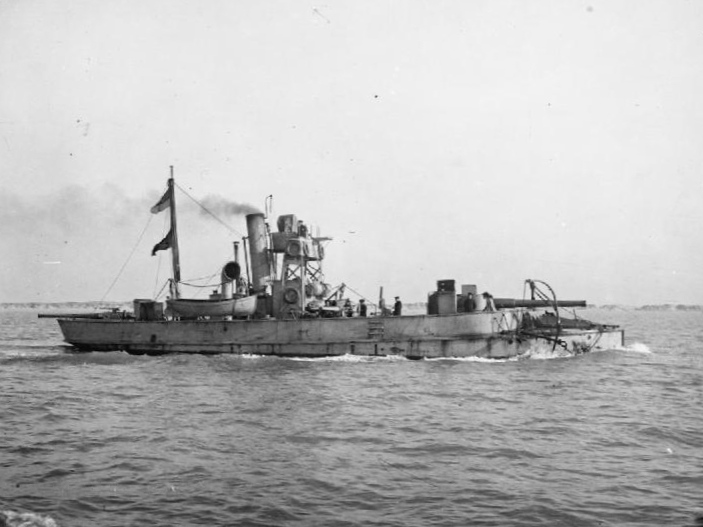
«Бастад» — типичная канонерская лодка Рендела

Первая спроектированная Ренделом канонерская лодка «Стаунч» сошла со стапеля 4 декабря 1867 года. При скромном водоизмещении — 180 тонн, и весьма умеренной цене — всего 6700 фунтов стерлингов, она обладала солидной огневой мощью для действий в прибрежной зоне, так как была вооружена 229-мм орудием. Проект произвёл впечатление и был воспроизведён во множестве экземпляров, как компанией «Армстронг», так и судостроителями других стран. Сами корабли получили условное наименование «канонерки Рендела» или «канонерки-утюги» (англ. Flat-iron gunboat) за сходство с утюгом того времени. Это были плоскодонные корабли водоизмещением около 250 тонн и длиной около 30 метров. Они оснащались паровой машиной и имели максимальную скорость не более 9 узлов. Их единственным вооружением являлось крупное орудие калибром от 229 до 305 миллиметров. Орудие наводилось лишь по вертикали, в горизонтальной плоскости прицеливание производилось поворотом самого корабля. Мореходность была крайне низкой.
Такие корабли некоторое время представлялись выгодным оружием, так как несли тяжёлое орудие при очень низкой стоимости. Однако практика их использования в боевых действиях показала, что они могут быть до определённой степени эффективными лишь в условиях абсолютного господства на море и при полном штиле. Даже небольшое волнение полностью исключало наводку их тяжёлых орудий на цель, а скорострельность была крайне низкой. При полном отсутствии броневой защиты это делало их лёгкой добычей для кораблей вооружённых скорострельной артиллерией, хотя бы и небольшого калибра. Попытки использовать их в бою против серьёзного противника, делавшиеся китайским флотом против французского флота в сражении при Фучжоу и против японского флота в сражении при Ялу показали, что они неспособны противостоять крупным мореходным кораблям и успевали сделать лишь один-два выстрела до своей гибели.
Последняя «канонерка Рендела» была построена в 1894 году.

## Малые крейсера Рендела

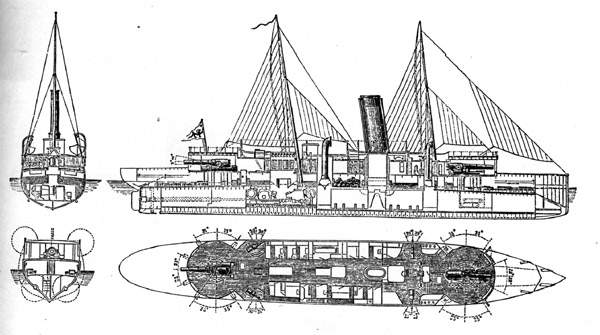
Схема крейсера типа «Чаоюн»

Несмотря на успешные продажи канонерских лодок, руководство «Армстронга» беспокоили дальнейшие перспективы предприятия. Значительную и стабильную прибыль обещало лишь строительство достаточно крупных и дорогостоящих военных кораблей, но для этого требовались солидные капиталовложения. Дж. Рендел предложил выйти из сложного положения весьма оригинальным образом — приступить к созданию более крупных боевых единиц, соединив две канонерки кормой и получить таким образом мореходный корабль.
При разработке нового проекта Рендел делал ставку прежде всего на мощное наступательное вооружение, роль защиты сводилась к минимуму и должна была компенсироваться, главным образом, высокой для конца 1870-х годов скоростью. О классификации этих кораблей до сих пор существуют различные мнения. Сам Дж. Рендел именовал их «самостоятельным классом военно-морских сил, способных к выполнению задач, недоступных канонеркам». «Морской сборник» в 1883 году классифицировал их как «стальные канонерские лодки». В. К. Витгефт в своей статье 1895 года называл их крейсерами, Р. Райт в 2000 году именовал их «стальными быстроходными канонерскими лодками или крейсерами Рендела».
Потенциальных покупателей предполагалось привлечь сочетанием низкой цены с солидным вооружением из двух 254-мм орудий, что делало корабли потенциально опасными противниками даже для стационеров великих держав, а также сравнительно высокой скоростью. Предложение «Армстронга» предусматривало цены в диапазоне 80 000—100 000 фунтов стерлингов и сроки постройки 15 — 18 месяцев.
Новый проект был первоначально предложен Китаю и вызвал интерес у китайского канцлера Ли Хунчжана, который курировал Бэйянский флот императорского Китая. Однако первым заказчиком крейсера этого типа стал военно-морской флот Чили, которая вела в то время войну с Перу. «Артуро Прат» был заложен на верфи в Уокере 2 октября 1879 года, но затем темпы строительства резко упали, так как после захвата 8 октября 1897 года перуанского монитора «Уаскар» чилийцы получили явное превосходство на море и более остро не нуждались в новой боевой единице. В результате правительство Чили выставило «Артуро Прат» на продажу и 16 июня 1883 года он был перекуплен правительством Японии и вошёл в состав японского флота под названием «Цукуси». Китайский флот получил в 1881 году два крейсера типа «Чаоюн» — «Чаоюн» и «Янвэй».
| Название               | заложен        | спущен          | достроен       |
| ---------------------- | -------------- | --------------- | -------------- |
| «Артуро Прат»/«Цукуси» | 2 октября 1879 | 11 августа 1880 | 11 ноября 1880 |
| «Чаоюн»                | 15 января 1880 | 4 ноября 1880   | 15 июля 1881   |
| «Янвэй»                | 15 января 1880 | 29 января 1881  | 14 июля 1881   |

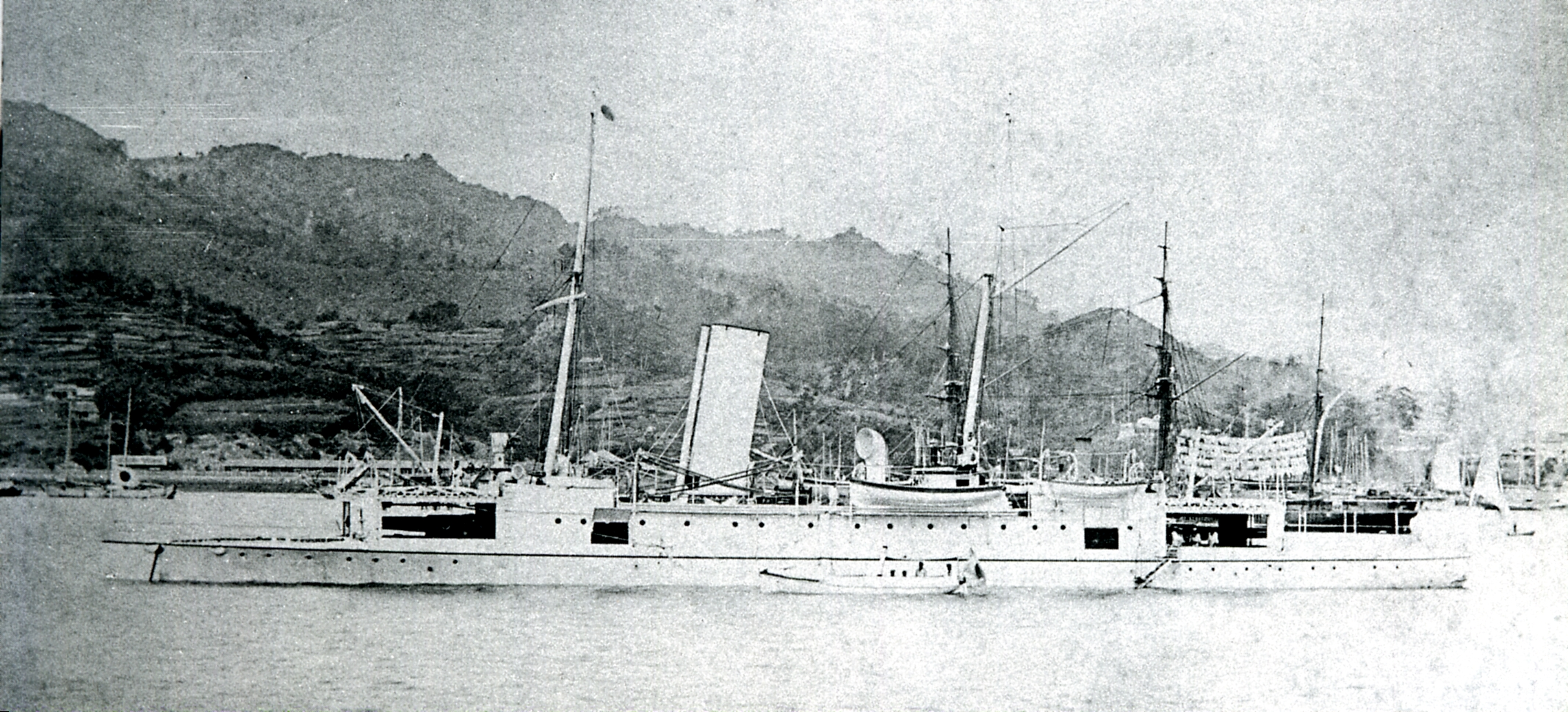
Крейсер «Цукуси».

Проект «Чаоюн»/«Цукуси» вызвал большой, хотя и преувеличенный энтузиазм со стороны общественности. Газета «The Times» в номере от 26 июня 1881 года отмечала:

«…Ни одно небронированное судно не сравниться с этими кораблями по вооружению, так же, как ни один броненосец не сможет тягаться с ними в скорости. Огневая мощь делает их самыми сильными из небронированных кораблей, а дальнобойность и разрушительное действие орудий позволяют им в какой-то мере справиться с броненосцами, так как они могут выбирать дистанцию, а в них самих очень трудно попасть благодаря их малым размерам»
— Brook P.Warships for export. Armstrong warships 1867—1927.
Однако по мнению специалистов Британского Адмиралтейства, корабли этого типа имели массу недостатков. Их номинально высокая скорость могла поддерживаться лишь ограниченное время, защита практически отсутствовала, а автономность и особенно мореходность совершенно не соответствовали требованиям к крейсерам.

## Элсвикские крейсера

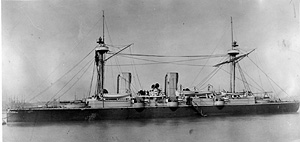
Бронепалубный крейсер «Эсмеральда»

Крейсер «Эсмеральда», заложенный в 1882 году, стал логическим развитием проекта «Чаоюн»/«Цукуси» и представлял собой его значительно усовершенствованную версию. Заказчик — чилийский флот, пожелал получить максимум боевой мощи в минимуме водоизмещения. Для решения этой задачи Рендел применил практически все существовавшие тогда новшества. Корпус «Эсмеральды» был стальным, имел двойное дно и разделялся на множество отсеков. Карапасная броневая палуба тянулась на всю длину корабля и прикрывала машины погреба и рулевое устройство. Защита борта обеспечивалась угольными ямами. Для корабля водоизмещением всего 2950 тонн, «Эсмеральда» имела необыкновенно мощное вооружение — два 254-мм и шесть 152-мм орудий, не считая мелкокалиберных.
Проект также имел и недостатки. Высота борта оказалась слишком малой и не обеспечивала уверенного плавания в бурных водах, хотя для Чили это не было критично. Скорострельность тяжёлых орудий была слишком низкой. Британское Адмиралтейство подвергло проект чрезвычайно жёсткой критике, доказывая, что «Эсмеральда» совершенно не соответствует стандартам Королевского флота в плане прочности, защищённости, мореходности и автономности. Тем не менее, проект произвёл фурор в иностранных военно-морских кругах и вызвал волну заказов со стороны флотов второстепенных держав, которые, в значительной степени, благодаря этому и смогли создать относительно современные военно-морские силы. Таким образом, «Эсмеральда» стала стандартом ранних экспортных крейсеров «Армстронга», получивших в военно-морской литературе название «элсвикских крейсеров».